# Wendelin von Boch-Galhau
Wendelin Franz Egon Luitwinus Maria von Boch-Galhau (* 26. August 1942 in Mettlach, Landkreis Merzig-Wadern, Saarland), Lic.oec. (Lehrberechtigung), ist Land- und Forstwirt, Unternehmer sowie Gesellschafter und war von 1998 bis 2007 in 8. Generation Vorstandsvorsitzender des traditionsreichen Familienunternehmens Villeroy & Boch AG. Von 2007 bis 2017 war er Mitglied des Aufsichtsrates, ab 2009 auch dessen Vorsitzender.

## Familie
Boch entstammt einer alten Kaufmannsfamilie aus dem lothringischen Audun-le-Tiche nahe bei der Alzette-Quelle und ist der Sohn des Land- und Forstwirts Franz Egon von Boch-Galhau (1909–1981), Gutsherr auf Linslerhof, Britten und Hausbach sowie Gesellschafter des Familienunternehmens, und der Agnes Gräfin von Montgelas (1914–1992).
Boch heiratete am 11. September 1976 in Rottach-Egern Brigitte Engelsberger (* 11. Februar 1947 in Rottach-Egern), die Tochter des Bürgermeisters Max Engelsberger. Das Ehepaar hat vier Kinder. Brigitte von Boch gründete ein Lifestyle-Unternehmen, das etwa 14 Filialen in Deutschland und Österreich betreibt.

## Leben
Geboren als viertes von sieben Kindern wuchs Boch auf dem Landgut Linslerhof bei Überherrn auf. An der Schweizer Hochschule in St. Gallen erwarb er einen Abschluss als Diplomkaufmann.
Seit 1967 arbeitete er im Familienunternehmen. Bevor er die Leitung der Geschirrfertigung in Mettlach übernahm, führten ihn Praktika nach Luxemburg, Hamburg, Paris und Los Angeles.
Seit 1982 ist Boch Vorsitzender des Saarländischen Privatwaldbesitzerverbandes. Von 1993 bis 1999 war er Präsident des Verbands der Keramischen Industrie Deutschlands. Im 250. Jahr des Familienunternehmens übernahm er 1998 den Vorstandsvorsitz von Villeroy & Boch. Zum 1. Juni 2007 wechselte Wendelin von Boch in den Aufsichtsrat der Villeroy & Boch AG und war seit dem 16. Mai 2009 Vorsitzender. 2017 endete seine Amtszeit als Mitglied des Aufsichtsrates.
Erst 1987 wandelte er das Familienunternehmen in eine Aktiengesellschaft um, deren Aktien aber weiterhin im Familienbesitz blieben. Der Börsengang der Vorzugsaktie erfolgte erst drei Jahre später.

## Orden und Ehrenzeichen
- Bundesverdienstkreuz 1. Klasse (2005)

## Schriften
- Globalisieren mit Tradition. Management des Familienunternehmens Villeroy & Boch. Orell Füssli, Zürich 2007, ISBN 978-3-280-05264-8.

## Sonstiges
Zu seiner Schulzeit als 15-/16-Jähriger teilte er sich ein Zimmer mit dem späteren RAF-Terroristen Andreas Baader.

## Filmdokumentation
- Wie der Herr, so’s Gescherr – Wendelin von Boch, Keramikfabrikant. TV-Dokumentation von Inge Plettenberg. Saarländischer Rundfunk (SR)/Arte, Deutschland 2006. 44 Minuten